# Viggianiola dedicata
Viggianiola dedicata är en stekelart som beskrevs av Trjapitzin 1982. Viggianiola dedicata ingår i släktet Viggianiola och familjen sköldlussteklar.
Artens utbredningsområde är Mongoliet. Inga underarter finns listade i Catalogue of Life.